# 奈良県道272号神野山公園線
奈良県道272号神野山公園線（ならけんどう272ごう こうのやまこうえんせん）は、奈良県山辺郡山添村を通る一般県道である。

## 概要
山辺郡山添村大字北野から山辺郡山添村大字助命に至る。
神野山公園と国道25号名阪国道方面へのアクセス路である。

### 路線データ
- 起点：山辺郡山添村大字北野（奈良県道・三重県道80号奈良名張線交点）
- 終点：山辺郡山添村大字助命（奈良県道214号月瀬三ケ谷線交点）

## 地理

### 通過する自治体
- 奈良県
  - 山辺郡山添村

### 交差する道路
| 交差する道路                                           | 交差する場所 | 交差する場所 |
| ------------------------------------------------------ | ------------ | ------------ |
| 奈良県道・三重県道80号奈良名張線 大和高原広域農道 重複 | 大字北野     | 起点         |
| 奈良県道214号月瀬三ケ谷線                              | 大字助命     | 終点         |

### 沿線
- 神野山
  - 神山観光協会
  - 森林科学館
  - 生産物直売所 みどり屋
- やまぞえ羊毛館
- めえめえ牧場